# Отто Велер
О́тто Ве́лер (нім. Otto Wöhler; нар. 12 липня 1894, Бургведель — пом. 5 лютого 1987, Бургведель) — німецький воєначальник часів Третього Рейху, генерал від інфантерії (1943) Вермахту. Кавалер Лицарського хреста Залізного хреста з Дубовим листям (1944).

## Біографія
Народився 17 липня 1894 року в родині глави сільської громади Генріха Велера і виховувався без матері, яка померла в 1895 році.

### Початок військової кар'єри
1 лютого 1913 року вступив фаненюнкером (кандидатом в офіцери) в 167-й (1-й Верхньо-Ельзаський) піхотний полк.
20 травня 1914 був проведений в лейтенанти.

### Перша світова війна
Командував піхотним взводом, потім ротою. З листопада 1918 року виконував обов'язки заступника командира полку. Неодноразово відзначився в боях, був тричі поранений і нагороджений п'ятьма орденами.

### Між світовими війнами
Після війни залишився в армії, служив ад'ютантом командира 22-го полку рейхсверу в Касселі.
У 1926 році пройшов підготовку на курсах офіцерів Генерального штабу.
З 1938 року — полковник, офіцер Генерального штабу Академії Вермахту в Берліні.
У серпні 1939 року був призначений начальником оперативного відділу штабу 14-ї армії Вільгельма Ліста.

### Друга світова війна
З початку Другої світової війни брав участь в Польській кампанії.
З грудня 1939 року — начальник штабу 17-го армійського корпусу.
Брав участь у Французькій кампанії. З жовтня 1940 року — начальник штабу 11-ї армії.
З 22 червня 1941 року брав участь у війні проти СРСР в Україні і в Криму.
З квітня 1942 року — начальник штабу групи армій «Центр».
З квітня 1943 року — командувач 1-м армійським корпусом на північній ділянці Східного фронту. З червня — генерал піхоти.
У серпні 1943 року призначений командувачем 8-ю армією, що брала участь в боях на Україні.
У 1944 році брав участь в оборонних боях на території України, Молдавії, Румунії та Угорщини.
З грудня 1944 року призначений командувачем групою армій «Південь».
7 квітня 1945 року у зв'язку зі скасуванням групи армій «Південь», був переведений в командний резерв і після капітуляції Німеччини узятий в полон американськими військами.

### Після війни
На 12-му процесі Американського військового трибуналу в Нюрнберзі у справі вищого командування вермахту 28 жовтня 1948 року визнаний винним у співпраці з айнзацгрупою під час перебування на посаді начальника штабу 11-ї армії і засуджений до 8 років тюремного ув'язнення. Після звільнення з в'язниці в січні 1951 року проживав в рідному місті.
Помер в Бургведелі 5 лютого 1987 року у віці 92 років, заповівши частину свого спадку соціальній установі для надання допомоги нужденним. Похований поруч з могилою свого сина Герта — курсанта військово-морського училища, який загинув в 1944 році на кораблі у Фінській затоці.

## Звання
- Лейтенант — 20 травня1914
- Оберлейтенант — 1923
- Гауптман — 1 квітня 1925
- Майор — 1 квітня 1932
- Оберстлейтенант — 1 червня 1935
- Оберст — 1 січня 1938
- Генерал-майор — 1 січня 1942
- Генерал-лейтенант — 1 жовтня 1942
- Генерал піхоти — 1 червня 1943

## Нагороди

### Перша світова війна
- Залізний хрест
  - 2-го класу (29 вересня 1914)
  - 1-го класу (17 вересня 1916)
- Лицарський хрест ордена дому Гогенцоллернів з мечами
- Лицарський хрест 2-го класу ордена дому Саксен-Ернестіне з мечами (Саксонія)
- Орден «За заслуги» (Вальдек) 3-го класу з мечами
- Нагрудний знак «За поранення» в сріблі (1918)

### Міжвоєнний період
- Почесний хрест ветерана війни з мечами
- Медаль «За вислугу років у Вермахті» 4-го, 3-го, 2-го і 1-го класу

### Друга світова війна
- Застібка до Залізного хреста
  - 2-го класу (19 вересня 1939)
  - 1-го класу (4 жовтня 1939)
- Пам'ятна медаль «За оборону Словаччини в березні 1939» (14 березня 1940)
- Орден Зірки Румунії, великий офіцерський хрест з мечами на стрічці за військову доблесть (9 серпня 1941)
- Медаль «Хрестовий похід проти комунізму» (Румунія)
- Орден Михая Хороброго (Румунія)
  - 3-го класу (21 листопада 1941)
  - 2-го класу (30 травня 1944)
- Німецький хрест в золоті (26 січня 1942) — як оберст і начальник штабу 11-ї армії
- Медаль «За зимову кампанію на Сході 1941/42» (28 липня 1942)
- Кримський щит
- Тричі відзначений у Вермахтберіхті
  - «Під час третьої битви на південь від Ладозького озера німецькі війська під командуванням фельдмаршала Кюхлера, генерал-полковника Ліндеманна і генерала піхоти Велера, підтримувані підрозділами Люфтваффе під командуванням генерала Кортена, в період з 22 липня по 6 серпня, героїчно атакували 8-у і 76- ю радянські армії і запобігли прориу ворога.» (12 серпня 1943)
  - «Спроба прориву 20 піхотних і танкових дивізій більшовиків не вдалась через наполегливу і запеклу оборону німецьких і румунських військ під командуванням генерала піхоти Велера, які були підтримані зразково дружніми частинами німецьких та румунських ВПС.» (8 травня 1944)
  - «В районі Дебрецен німецькі та угорські війська під командуванням генерала піхоти Велера і генерала артилерії Фреттер-Піко розгромили сильні ворожі війська протяхом трьох тижнів боротьби і перешкодили запланованому оточенню німецьких і угорських підрозділів, дислокованих в південно-східній частині Угорщини.» (30 жовтня 1944)
- Лицарський хрест Залізного хреста з дубовим листям
  - Хрест (14 серпня 1943) — як генерал піхоти і командир 1-го армійського корпусу
  - Дубове листя (№ 671; 28 листопада 1944) — як генерал піхоти і командувач 8-ї армії